# V346 Весов
V346 Весов (лат. V346 Librae) — одиночная переменная звезда в созвездии Весов на расстоянии (вычисленном из значения параллакса) приблизительно 15030 световых лет (около 4608 парсеков) от Солнца. Видимая звёздная величина звезды — от +14m до +13m.

## Характеристики
V346 Весов — пульсирующая переменная звезда типа RR Лиры (RRAB).